# Моффен
Моффен (норв. Moffen) — небольшой остров архипелага Шпицберген, расположенный у Вийдефьорда. Остров находится севернее Западного Шпицбергена. Высадка на острове запрещена в целях сохранения природной фауны. Впервые остров появился на голландской карте в 1655 году.

## См. также

Карта острова Моффен